# Жмайель, Надим
Надим Башир Жмайель (араб. نديم الجميل‎, фр. Nadim Gemayel; род. 1 мая 1982 года, Бикфайя) — ливанский политик, член партии Катаиб. В основном известен как сын бывшего ливанского избранного президента Башира Жмайеля.

## Ранние годы жизни и образование
Надим Жмайель родился в Бикфайе 1 мая 1982 года в семье Соланж Жмайель (урожденная Тутунжи), и Башира Жмайеля, христианин-Маронит из Бикфайя, горный Ливан. Дедом Надима был основатель партии Катаиб Пьер Жмайель. Надим моложе своих двух сестёр, Юмна (род. 1980) и Майя (род. 1978). Майе было всего 18 месяцев от роду, она была убита в 1980 году в результате взрыва заминированного автомобиля, который был предназначен для её отца.
Отец Надима Жмайеля — Башир Жмайель — был христианским лидером и избранным президентом Ливана (1982). Башир Жмайель был убит 14 сентября 1982 года, 21 день после избрания президентом. Надиму было всего 5 месяцев, когда его отец был убит.
После школы Надим Жмайель переехал во Францию, чтобы продолжить свое юридическое образование и окончил Пантеон-Ассас университета в 2004 году. В настоящее время проходит практику в юридической фирме, которая имеет отделения в Ливане и Катаре.
В дополнение к его позиции внутри партии Катаиб, Надим Жмайель также служит в качестве сопредседателя Фонда Башира Жмайеля, основанная в 1982 году после убийства его отца.

## Политическая деятельность
Если верить его словам, то мечтой его отца было освободить Ливан от всех иностранных оккупантов и объединить все её народы. Надым Жмайель начал свою политическую борьбу в сравнительно молодом возрасте.

### Сирийская гегемония 1994—2005
После убийства Башира Жмайеля в 1982 году, Ливан вступил в эпоху, когда начался сирийский контроль, и завершились в 1990 году с захватом просирийскими силами президентского дворца в Баабде.
Надим Жмайель начал свою борьбу против сирийцев, организуя и участвуя в антисирийских демонстрациях с другими антисирийскими группировками внутри университетов, а также лоббирование Ливана в университетские годы за пределами Ливана.
Наиболее заметные выступления Надима Жмайеля, помимо своей ежегодной речи, были во время остановки MTV в 2002 году, где он был на переднем крае демонстрации, чтобы вновь открыть станцию и почти был арестован сотрудниками службы безопасности, а также на выборах Баабда-Алей 2003.

### Кедровая Революция 2005
Убийство бывшего премьер-министра Рафика Харири в 2005 году вызвали ряд демонстраций против сирийских войск и ливанских силовиков. Демонстрации завершились 14 марта 2005 года, который был позже известен анти-сирийских группировок как «кедровая революция».
Надим Жмайель присутствовал на протяжении всего периода и был среди многих Анти-сирийских политических фракций, чтобы установить палатку со своими сторонниками в Мартирс-сквер с требованием отставки правительства и силовиков, полный вывод сирийских войск и создание международной комиссии по расследованию убийства тогдашнего ливанского премьер-министра Харири и последние политические убийства.

### Катаиб
Так называемая кедровая революция последовала почти за полным выводом сирийских войск 26 апреля 2005 года после международного давления, в основном американцев и европейцев.
Несмотря на вывод Сирийских войск, Сирия до сих пор политически присутствует через своих разведчиков и союзы с Ливанскими фракциями, которые были созданы.
Надим Жмайель официально начал свою политическую карьеру и принял участие в партии Катаиб для борьбы с сотрудниками службы безопасности Сирии в Ливане и за полную независимость Ливана.
26 апреля 2006 года, район Катаиб в Ашфарии, после реконструкции, был открыт и запущен Надимом Жмайельном. На церемонии выступил сам Надим Жмайель говоря о своих политических убеждениях и целях, и в завершение были зажжены свечи в честь смерти своего отца.

## Парламентские Выборы 2009 года
Надим Жмайель решил баллотироваться на парламентских выборах в районе Бейрута (Ашрафия, Рмейл, Сайфи) своего главного маронитского конкурента Массуд аль-Ашкар. Он баллотировался как кандидат от Катаиба и 14 марта вместе с дочерью Джебрана Туэйни Найла Туэйн. На выборах 7 июня 2009 года Надим Жмайель победил в парламентской гонке и получил маронитское место в первом районе Бейрута, после получил статус депутата в новом парламенте Ливана. Найла Туэйн также получила греко-православное место в том же районе.

## Ежегодная мемориальная масса Башира Жмайеля
На 26-й годовщины убийства его отца, Надим Жмайель обратился к ливанцам и христианам, главным образом, призывая их объединиться под одним знаменем «строить суверенное государство».
Он также подчеркнул об оружии «Хезболлы», называя их незаконными и отметил, что только ливанские вооруженные силы носят оружие. Он продолжил: «Мы за диалог без предварительных условий … Потому что мы заботимся о людях Ливана и будущем молодежи.».